# Condado de Ełk
Nota linguística: Não confundir hrabstwo (condado) com powiat (divisão administrativa)..
Ełk (polaco: powiat ełcki) é um powiat (condado) da Polónia, na voivodia de Vármia-Masúria. A sede é a cidade de Ełk. Estende-se por uma área de 1111,87 km², com 84 600 habitantes, segundo os censos de 2005, com uma densidade 76,09 hab/km².

## Divisões admistrativas
O condado possui:
Comunas urbanas: Ełk
Comunas rurais: Ełk, Kalinowo, Prostki, Stare Juchy
Cidades: Ełk

## Demografia
População (dados de 30 de Junho de 2005):
|          | Total   | Total | Mulheres | Mulheres | Homens  | Homens |
| -------- | ------- | ----- | -------- | -------- | ------- | ------ |
|          | pessoas | %     | pessoas  | %        | pessoas | %      |
| Total    | 84 600  | 100   | 43 000   | 50,8     | 41 600  | 49,2   |
| Cidades  | 55 944  | 100   | 28 968   | 51,8     | 26 976  | 48,2   |
| Povoados | 28 656  | 100   | 14 032   | 49       | 14 624  | 51     |